# الاعتداء الجنسي على سافانا ديتريش
تعرضت طالبة أمريكية في مدرسة ثانوية، تدعى سافانا ديتريش، للاعتداء الجنسي على يد ويل فري وأوستن زاندر، لاعبي رياضة لاكروس، من مدرسة ثانوي كاثوليكي حديثة يطلق عليها مدرسة ترينتي للثانوي العام في لويس فيل بولاية كنتاكي في أغسطس/آب لعام 2011، وقد صور فري وزاندر ومشاهدين عدة  الاعتداء وانتشرت الصور والتعليقات على الإنترنت.
من خلال مساومة قضائية، حُكم على الطالبين ذي السادس عشر فري وزاندر بالاعتداء الجنسي عمدًا مع سابق الإصرار والترصد، والجناية، وشهوة التلصص، وارتكاب جنحة.  أعلنت ديتريش عن أسماء مهاجميها وطالبت علنيًا بأنهم لم يعاقبوا بشكل مناسب على الرغم من إن طُلب منهم عدم التحدث بشأن القضية من قبل رئيس المحكمة. من ثم جرى تطور ونقاش دولي حول القضية عندما حاول محاميو الطلاب احتجاز ديتريش بتهمة ازدراء المحكمة ولكن الدعوى رفضت.
وعقب ذلك، أثناء الحكم بالقضية، طلبت القاضية بسبب «خطورة طبيعة» الجريمة بضرورة مراجعة العقوبة التي حكم بها النائب العام. ووفقًا لذلك، اسقطت القاضية الحكم الذي ترتب على أن وقائع المدعي عليهم ستطشب تلقائيًا عند وصلوهم لعمر التاسع عشر ونصف، كما طالبت بأن عقوبة خدمة مجتمعية لا بد أن تكون تابعة لمنظمة خيرية ترتبط بقضايا المرأة.

## إجراءات جلسة الاستماع الأولية وصفقة المساومة وقانون الخصوصية
حُكم على المدعي عليهم بارتكاب الاعتداء الجنسي  عمدًا عن سابق الإصرار والترصد، والجناية وشهوة التلصص، وارتكاب جنحة. وافق النائب العام على صفقة جلسة الاستماع الأولى بتنفيذ خدمة المجتمع الإلزامية بخمسين ساعة، واتفاقية تحويل لتخفيف العقوبة، وعمل جلسة استشارة، وحكم بشطب سجلات المدعي عليهم إذا حافظوا على سجلهم نظيف بحلول عامهم التاسع عشر والنصف. وكان النائب العام لهذه القضية يدعى بول ريتشولسكي؛ خريج من مدرسة ترينتي للثانوي العام في لويس فيلا وداعم لها وهي المدرسة نفسها الذي يرتد الطلاب إليها.
وجهت القاضية داينا ه. ماكدونالد توبيخًا لجميع أطراف القضية بأنهم عليهم الالتزام بالقوانين التي تتعلق بخصوصية وسرية إجراءات القضية الخاصة بالقاصرين في بلدة على أرض منطقة كنتاكي وذلك في 26 من يونيو لعام 2012. وتعتبر ولاية كنتاكي واحدة من 11 ولاية التي تحتفظ بغلق قضايا المحكمة إذا كان المتهم تحت عمر 18 عام. وبناء على ذلك تقدمت القاضية خطوة أخرى ناحية أوراق المحكمة مشيرة بأن الجريمة نفسها يجب ألا تناقش ولا أحد «يتكلم عن الواقعة لأي شخص لأي سبب كان» كما أضافت «يمنع لأي شخص أن يتحدث أو يكتب أي شيء».  ذلك يعني بأن ديتريش (الضحية ذات السادس عشر من العمر) لا يسمح لها أن تدلي بأي حديث بشأن القضية، والتهم، والحقائق والادعاءات التي تتضمنها، وهويات المدعي عليهم.